# Trouble panique
 Mise en garde médicale
Le trouble panique est un trouble anxieux caractérisé par des attaques de panique récurrentes et sévères. Il peut inclure une peur des conséquences ou des inquiétudes d'avoir d'autres attaques (attaques dites anticipatoires). Une attaque de panique est un évènement court et intense, déclenché par une cause soudaine, inopinée et intense pendant laquelle on peut avoir une peur de mourir. Il ne peut être prédit, mais on en identifie parfois des facteurs déclenchants. Le DSM-IV-TR différencie l'attaque de panique et l'anxiété qui résulte un stress chronique créant une réaction durant quelques jours à quelques mois. 
L'attaque de panique peut toucher des enfants comme des adultes. Dans le DSM-IV, le « trouble panique » pouvait être accompagné d'agoraphobie, mais dans la dernière version du DSM-V, le trouble anxieux d'agoraphobie, est identifié comme étant un trouble anxieux particulier (comme le trouble panique ou la phobie sociale).
Le trouble panique peut être handicapant, et une attaque de panique peut être confondue avec une maladie engageant le pronostic vital (comme un infarctus du myocarde, une embolie pulmonaire ou une autre maladie).

## Diagnostic
Le trouble panique sans agoraphobie se caractérise d'après le DSM-IV-TR par la coexistence des deux critères suivants :
- des attaques de panique récurrentes et inattendues ;
- la persistance pendant au moins un mois, d'au moins un des symptômes suivants :
  - une crainte persistante d'avoir d'autres attaques de panique,
  - une préoccupation à propos des implications possibles de l'attaque ou bien de ses conséquences (par ex. perdre le contrôle, avoir une crise cardiaque, « devenir fou »),
  - un changement de comportement important en relation avec les attaques.

Le DSM-IV-TR distingue le trouble panique avec agoraphobie et le trouble panique sans agoraphobie.
Un questionnaire diagnostique systématique comme la MINI (en anglais : Mini-International Neuropsychiatric Interview) peut aider à faire ce diagnostic. Des échelles diagnostiques comme la Panic Disorder Severity Scale (en) peuvent être utiles,.

### Facteurs pronostiques
La présence d'une agoraphobie est associée à un pronostic défavorable lorsqu'elle est sévère. La dépression ne semble pas avoir d'influence.
Selon certains, la présence de comorbidités telles qu'une dépression, un trouble de la personnalité ou une alcoolodépendance sont des facteurs de risque connus d'échec thérapeutique.

### Échelles d'évaluation
Ces questionnaires peuvent permettre de mieux définir et surveiller l'évolution du trouble :
- journal de panique pour la fréquence des attaques de panique ;
- une échelle d'évaluation de la panique et de l'agoraphobie de Pasquale[9] ;
- questionnaire des peurs de Marks et Mathews[10] ;
- inventaire de mobilité de Chambless[11] ;
- échelle d'évaluation des phobies d’attaques de panique, attaques de panique et anxiété généralisée de Cottraux ;
- test comportemental d'évitement de Marks ;
- questionnaire des cognitions agoraphobiques de Chambless ;
- questionnaire des sensations corporelles de Chambless[12].

### Diagnostic différentiel
Le diagnostic de trouble panique doit impliquer, d'après le DSM-IV-TR, que les attaques de panique ne soient pas mieux expliquées par :
- les effets physiologiques directs d'une substance (par exemple une substance donnant lieu à abus, un médicament) ;
- les effets d'une affection médicale généralisée (ex. : hyperthyroïdie) ;
- un autre trouble mental, tel une phobie sociale (par exemple survenant lors de l'exposition aux situations sociales redoutées), une phobie spécifique (par exemple lors de l'exposition à une situation phobogène spécifique), un trouble obsessionnel compulsif (par exemple lors de l'exposition à la saleté chez quelqu'un ayant une obsession de la contamination), un état de stress post-traumatique (par exemple en réponse à des stimuli associés à un facteur de stress sévère) ou à un trouble d'anxiété de séparation (par ex. en réponse au fait d'être éloigné du domicile ou des proches).

## Épidémiologie
Dans une enquête en population générale dans la région parisienne, la prévalence vie entière du trouble panique est de 1,4 % chez les hommes et de 3,3 % chez les femmes. Une recherche systématique du trouble panique grâce au questionnaire MINI (Mini International Neuropsychiatrie Interview) a trouvé une prévalence de 9 %. La fréquence de ce trouble semble élevée. Il existerait un sous-diagnostic et une consommation de soins somatiques importants de coûts élevés,,, ce qui en fait un problème de santé publique. Dans une étude américaine, 15 % des sujets rapportaient un trouble panique au cours de leur vie, 3 % au cours du mois précédent, 1 % avaient le diagnostic selon le DSM-III-R. Ce trouble serait plus fréquent chez les femmes et les personnes ayant un moindre niveau scolaire.

## Histoire
Le trouble panique a été décrit dès le XIXe siècle. Le mot panique provient du dieu grec Pan et renvoie à une peur injustifiée. Le trouble fut officiellement décrit dans les classifications internationales en 1980.

## Corrélation et/ou hypothèses sur les mécanismes impliqués
Il existerait une diminution du GABA-A dans le système limbique chez les patients atteints de trouble panique[réf. nécessaire].
Le dioxyde de carbone (CO2) dont la pression se modifie avec la respiration pourrait jouer un rôle dans les attaques de panique.
Des attaques peuvent être reproduites par injection de lactate de sodium chez les patients.
Il existerait une asymétrie du gyrus parahippocampique dans le trouble panique. L'amygdale, l'hippocampe, le cortex cingulaire antérieur, le cortex médial préfrontal, certains noyaux du tronc cérébral seraient impliqués,.
On observe des modifications du fonctionnement cérébral après psychothérapies cognitivo-comportementales. On a observé une diminution de l'utilisation du glucose dans l'hippocampe droit, le cortex cingulaire antérieur gauche, le cervelet gauche et le pont, alors que l'on observe une augmentation de l'utilisation glucose au niveau du cortex préfrontal bilatéral. Une autre étude a montré une diminution dans l'hémisphère droit, dans les gyri frontaux supérieur, moyen, médian, supérieur et inférieur, les gyri temporaux supérieur et médian. Par contre une augmentation dans le cortex gauche et les gyri frontaux médian, moyen et les gyri temporaux moyen et transverse a été observée.
On trouve des modifications des fonctions cognitives dans le trouble panique. Les performances en mémoire sont plus faibles, comme les performances dans les tâches émotionnelles de reconnaissance des visages.
Certaines études laisseraient à penser que les personnes avec un trouble panique auraient un excès de sérotonine (4 fois plus qu'une personne sans).
Un faible taux de fer (anémie) et un faible taux de vitamine B6 sont retrouvés chez les personnes sujettes aux attaques de panique et au syndrome d'hyperventilation. 
Ces observations sont faites, souvent sans que l'on sache encore s'il s'agit d'une cause ou d'un effet.

## Facteurs de risque
- Hérédité : les attaques de panique pourraient être héréditaires[31]. Les apparentés de sujets atteints de trouble panique auraient sept fois plus de risque d'avoir un trouble panique[32]. Elles seraient associées à d'autres maladies héréditaires comme le trouble bipolaire[réf. nécessaire].
- Adrénaline : l'ajout d'adrénaline comme vasoconstricteur comme traitement associé aux anesthésiques locaux dentaires et en rachianesthésie peut déclencher une attaque de panique[33].
- Alcool : la prise d'alcool peut être souvent antérieure à l'apparition d'attaques de panique[34].
- Tabac : le tabagisme peut augmenter le risque de développer un trouble panique[35],[36], notamment au début lors de l'adolescence[37],[38],[39].
- Caféine : la consommation de café pourrait augmenter le risque de trouble panique[40],[41]. Le mécanisme serait l'augmentation du rythme cardiaque causé par la caféine[42],[43],[44],[45].
- Sevrage en benzodiazépines : un sevrage en benzodiazépines pourrait augmenter le risque de trouble panique[46].

## Traitements
Le traitement recommandé de premier choix[Par qui ?] est le traitement par therapies cognitivo-comportementales ou par antidépresseur en fonction des préférences du patients et de la disponibilité de la thérapie. Une psychothérapie psychanalytique peut également se révéler efficace.

### Diminuer les facteurs déclenchants
Lorsque des facteurs de risque déclenchants contrôlables sont identifiés, ils peuvent être diminués (café, tabac).

### Psychothérapies cognitivo-comportementales
Les thérapies cognitivo-comportementales (TCC) sont le traitement de choix pour les attaques de panique,,. Plusieurs études ont montré que 85 à 90 % des patients souffrant de trouble panique traités par TCC s'améliorent complètement en douze semaines,.
Le but des TCC est d'aider le patient à comprendre son trouble grâce à l'analyse fonctionnelle des attaques de panique, à réorganiser les cognitions par rapport aux stimuli qui déclenchent les attaques. Quand le patient se sent prêt, il est possible de lui apprendre à déclencher des crises d'angoisses pendant la consultation pour l'aider à apprivoiser son trouble, expérimenter ces sensations dans un environnement sécurisé. Cette approche semble efficace chez 87 % des patients.

#### Inductions de symptômes
Les inductions de symptômes peuvent être :
- l'hyperventilation intentionnelle ;
- tourner sur sa chaise pour déclencher une sensation de vertige ;
- souffler dans une paille pour créer une sensation de dyspnée, de constriction des voies aériennes ;
- l'apnée pour créer la sensation de manque d'air ;
- l'effort physique (monter et descendre des escaliers) pour augmenter le rythme cardiaque ;
- contraction musculaire pour créer la sensation de tension et de vigilance.

Ces inductions miment des réactions physiologiques qui sont retrouvées dans les attaques de panique. Ces inductions devraient être répétées trois à cinq fois par jour jusqu'à disparition quasi complète de l'anxiété induite par ces sensations.

#### Contrôle respiratoire et relaxation
Des techniques de contrôle respiratoire peuvent être apprises pour éviter que le patient n'hyperventile pendant une crise.
Des techniques « vagales » pour solliciter le réflexe baro-sinusien de Valsalva en gonflant le ventre pendant 3 à 5 secondes permettent de réduire rapidement le rythme cardiaque et d'éviter le cercle vicieux de l'attaque de panique. Son action est plus rapide que la relaxation.
Les essais cliniques comparatifs suggèrent que les techniques de relaxation ne seraient pas efficaces pour diminuer les attaques de panique. Ces exercices pourraient augmenter le risque de rechute.

#### Thérapies cognitives
Elles visent à modifier les pensées automatiques et les idées de danger grâce à des techniques de restructuration cognitive (dialogue socratique, recherche de pensées alternatives, technique de la flèche descendante : "Que pourrait-il arriver au pire ?" "et si ça arrive, que pourrait-il arriver de pire ?". On évalue le degré de la croyance...)

#### Thérapies comportementale: exposition
Quand une agoraphobie est associée, le traitement de l'agoraphobie consiste en des expositions progressives d'abord en imagination puis in vivo, dans lesquelles le patient est accompagné progressivement de son thérapeute dans des situations qui peuvent provoquer de l'angoisse, l'objectif étant de désensibiliser le patient.

#### Visioconférence
Une psychothérapie de TCC par visioconférence a montré une efficacité similaire.

### Guides d'auto-thérapie
Des livres d'auto-aide basé sur les principes des TCC peuvent être utiles,. La personne fait des exercices par elle-même, parfois avec l'aide d'un thérapeute.

### Psychothérapies psychanalytiques
Une étude de 2007 publiée dans l’American Journal of Psychiatry montre que les psychothérapies psychanalytiques brèves donnent de bons résultats dans le traitement du trouble panique.

### Médicamenteux
Un traitement par ISRS est recommandé en première ligne, associé ou à la place de la psychothérapie. Un traitement combiné semble plus efficace,,,,.
Un traitement par benzodiazépines peut diminuer l'anxiété, mais il n'est pas recommandé car il entraîne un risque d'abus et de dépendance.